# روز ملی فناوری هسته‌ای

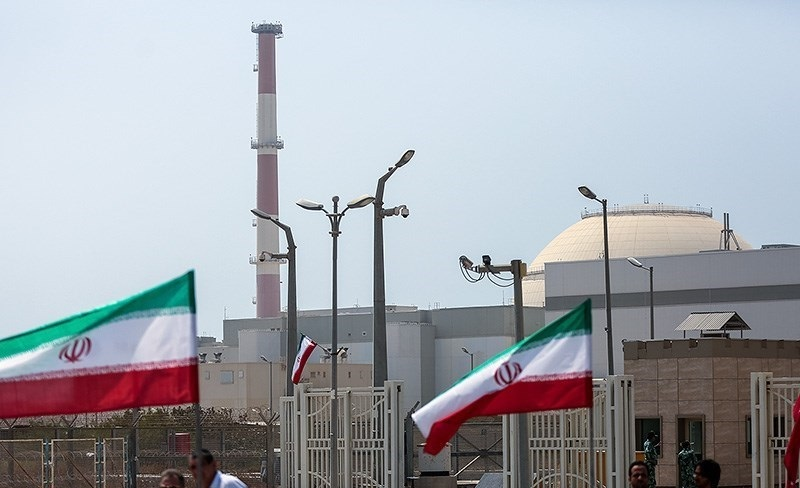
نیروگاه هسته‌ای بوشهر

روز ملی فناوری هسته ای، روز ۲۰ فروردین در تقویم رسمی جمهوری اسلامی ایران است. این روز به مناسبت ۲۰ فروردین ۱۳۸۵ و اعلام دستاوردهای هسته‌ای قابل توجه در آن روز نامگذاری شده‌است. هر ساله، مراسم جشنی در این روز در ایران برگزار می‌شود و دستاوردهای هسته‌ای جدیدی رونمائی می‌گردد.

## چهارمین جشن ملی فناوری هسته‌ای ایران
چهارمین جشن ملی فناوری هسته‌ای ایران در ۲۰ فروردین ۸۹، روز ملی فناوری هسته‌ای برگزار شد.
در این مراسم از اولین نمونه سوخت مجازی رآکتور تهران (میله سوختی مجازی) و نمونه اول نسل سوم سانتریفیوژها رونمائی به عمل آمد.
علی اکبر صالحی معاون رئیس جمهور و رئیس سازمان انرژی اتمی و نیز محمود احمدی‌نژاد در این مراسم به سخنرانی و تشریح دستاوردها پرداختند.
احمدی‌نژاد اعلام کرد که در نطنز قرار است ۶۰ هزار سانتریفیوژ فعال شود که این ۶۰ هزار سانتریفیوژ از نسل یک می‌تواند سوخت یک نیروگاه در یک سال را تأمین کند و با جایگزینی نسل جدید سانتریفیوژها با ۶۰ هزار سانتریفیوژ، سوخت ۶ نیروگاه تأمین خواهد شد.

## سطوح غنی‌سازی اورانیوم
اورانیومی که به غلظتی بالاتر از ۰.۷٪ اما کمتر از ۲۰٪ اورانیوم-۲۳۵ غنی‌سازی شده باشد، به عنوان اورانیوم با غنای پایین (LEU) تعریف می‌شود. بیشتر رآکتورهای هسته‌ای غیرنظامی و تجاری از LEU با غلظت حدود ۳ تا ۵ درصد اورانیوم-۲۳۵ استفاده می‌کنند. 
اورانیومی که به غلظتی بیش از ۲۰٪ اورانیوم-۲۳۵ غنی‌سازی شده باشد، به عنوان اورانیوم با غنای بالا (HEU) تعریف می‌شود. تمام HEU قابلیت استفاده در سلاح‌های هسته‌ای را دارد، اما هرچه سطح غنی‌سازی پایین‌تر باشد، مقدار بیشتری از این ماده برای رسیدن به جرم بحرانی—مقدار لازم برای ساخت یک بمب—مورد نیاز است. 
کشورهایی که دارای سلاح هسته‌ای هستند معمولاً از اورانیوم با غنای بالا موسوم به «درجه تسلیحاتی» (Weapons-Grade HEU) استفاده می‌کنند، که معمولاً به عنوان HEU با غلظت ۹۰٪ یا بیشتر تعریف می‌شود، تا اندازه سلاح‌های هسته‌ای را به حداقل برسانند. سلاح‌های هسته‌ای کوچکتر و سبک‌تر به‌مراتب راحت‌تر قابل حمل هستند؛ به‌ویژه موشک‌های بالستیک تنها قادر به حمل سلاح‌های هسته‌ای با ابعاد بسیار کوچک‌شده هستند. 
در گزارشی که آژانس بین‌المللی انرژی اتمی (IAEA) در ۲۶ دسامبر ۲۰۲۳ منتشر کرد، اشاره شده است که ایران ماهانه حدود ۹ کیلوگرم اورانیوم با غنای ۶۰ درصد اورانیوم-۲۳۵ تولید می‌کند. تسریع در تولید اورانیوم با غنای ۶۰ درصد نگران‌کننده است، زیرا این ماده می‌تواند به‌سرعت تا سطح تسلیحاتی یا ۹۰ درصد غنی‌سازی شود.
ایران همواره تأکید کرده است که برنامه هسته‌ای آن صرفاً برای مقاصد صلح‌آمیز است، اما رافائل ماریانو گروسی، مدیرکل آژانس بین‌المللی انرژی اتمی (IAEA)، پیش‌تر هشدار داده بود که تهران به‌اندازه‌ای اورانیوم با غنای نزدیک به سطح تسلیحاتی در اختیار دارد که در صورت تصمیم‌گیری، می‌تواند چندین بمب هسته‌ای تولید کند.